# Sejm Krajowy w Opawie

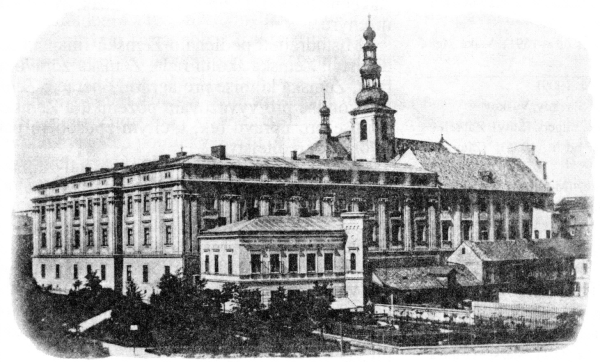
Budynek Sejmu Krajowego w Opawie.

Sejm Krajowy w Opawie (Śląski Sejm Krajowy, niem. Schlesischer Landtag, cz. Slezský zemský sněm) − zgromadzenie ustawodawcze Śląska Austriackiego.

## Geneza
W czasie Wiosny Ludów w Cesarstwie Austriackim miały miejsce ogromne zmiany społeczno-polityczne, jak również silne ruchy narodowowyzwoleńcze, m.in. czeskie, polskie, śląskie i tzw. wszechniemieckie (liberalizm frankfurcki, zob. Wielkie Niemcy). W marcu 1848 swą niepodległość od Austrii proklamowały Węgry. 
Wydarzenia te zmusiły Austrię do reform społecznych (np. zniesienie pańszczyzny 7 września 1848) i politycznych, przejawiających się m.in. w uznaniu równouprawnienia wszystkich narodów Cesarstwa (rozporządzenie 4 marca 1849). Nastąpiła również  emancypacja sądownictwa i administracji gmin w austriackiej części Śląska i ostatecznie 30 grudnia 1849 roku wydano rozporządzenie o utworzeniu ziemi śląskiej i 30 osobowego Sejmu Ziemi Śląskiej (Schlesische Landtag) w Opawie. 

## Wybory
Posłowie wybierani byli w trzech okręgach wyborczych (kuriach majątkowych). Oprócz posłów wybieralnych, w jego skład wchodził z tytułu funkcji również biskup wrocławski. Od 1866 sześciu śląskich posłów wchodziło w skład Rady Państwa w Wiedniu. Z krótką przerwą (1851−1861) Sejm Śląski działał do rozpadu Austro-Węgier w 1918.

## Śląscy prezydenci krajowi
- Hermann von Pillersdorff, 1863–1866
- August von Merkl, 1868
- Hermann von Pillersdorff, 1868–1870
- Alexander von Summer, 1870–1882[1][2]
- Olivier Marquis de Bacquehem, 1882–1886
- Karl von Coudenhove, 1894–1896
- Manfred von Clary-Aldringen, 1896–?
- Karl Heinold von Udynski, 1907
- Max von Coudenhove, 1908–1915
- Adalbert von Widmann, 1915–1918